# جيمس ويلزي
جيمس ويلزي (بالإنجليزية: James Welsh)‏ هو سياسي بريطاني (وحمل سابقاً جنسية المملكة المتحدة لبريطانيا العظمى وأيرلندا)، ولد في 29 يناير 1881، وتوفي في 16 ديسمبر 1969. حزبياً، نشط في حزب العمال. في الانتخابات العامة في المملكة المتحدة 1929 ‏، انتخب عضو برلمان المملكة المتحدة الـ35 عن دائرة Paisley (UK Parliament constituency) ‏ (30 مايو 1929 – 7 أكتوبر 1931).